# Trance
Pour les articles homonymes, voir Trance (homonymie).
Sous-genres
Hands up, acid, balearic, euro, goa, hard trance, trance progressive, trance psychédélique, tech, uplifting, vocale
Genres dérivés
Trance Goa, big room house, futurepop
Genres associés
Progressive psytrance
La trance (prononcé en français : [tʁɑ̃s], en anglais : [tɹæns]) est un genre de musique électronique ayant émergé au début des années 1990 en Allemagne. Il se caractérise par un tempo oscillant entre 125 et 160 BPM, des phrases mélodiques répétitives, et une forme musicale montante et descendante. La trance est un genre de musique en elle-même, mais elle peut également inclure des éléments d'autres styles de musique électronique, comme la techno, l'acid house et la new beat, l'électro-pop dite musique new wave , ou encore la musique ambient de  chill-out.

## Histoire

### Origines

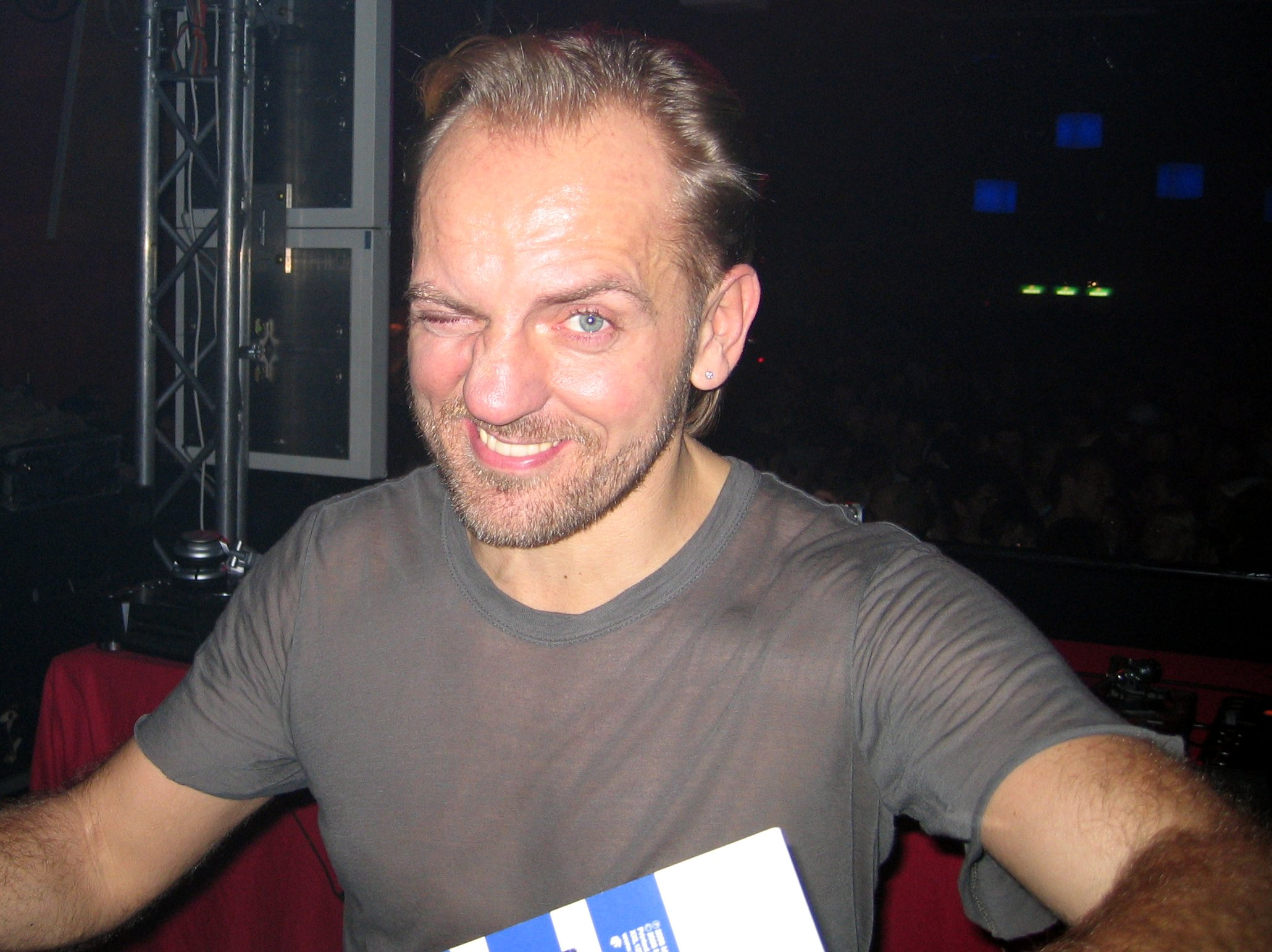
Sven Väth, DJ allemand originaire de Francfort et patron des labels indépendants Eye Q Records et Harthouse à Munich en 2006.

En 1988, au Royaume-Uni, un nouveau courant de musique électronique émerge de la scène dance, l'acid house. Initialement apparu à Chicago (États-Unis) au début des années 1980, l'acid house se propage rapidement dans le monde de la nuit britannique et provoque l'explosion des rave parties dans le pays. Au cours des étés 1988 et 1989, l'acid house déclenche le Second Summer of Love, un véritable phénomène culturel en Grande-Bretagne d'une ampleur qui n'avait pas été vue depuis la vague punk. Certains morceaux issus de ce mouvement sont rétrospectivement rapprochés de la trance, notamment certains titres composés par le groupe anglais KLF et que le groupe labellisa justement « Pure Trance ». Ainsi que les bien-nommés Kylie Said Trance (1989) et Last Train to Trancentral (1990) ou encore les titres des artistes allemands Frank de Wulf aka Modular Expansion, Time Modem, Metropolis et Transform avec respectivement Cubes (1990), Welcome to the 90's (1990), Time of War (1991) et Transformer  (1992) sont encore considérés comme des morceaux pionniers de cette trance naissante.
Deux titres sortis en 1990 sont considérés comme les premiers véritables morceaux de trance et se disputent donc la paternité du genre : Age of Love du groupe éponyme italo-belge, qui a servi de base pour la scène trance allemande des années 1990, et We Came In Peace de Dance 2 Trance,. Parmi les autres morceaux ayant influencé le genre sont cités également Yaaah/Techno Trance de D-Shake (1990), Papua New Guinea de Future Sound of London (1991), Stella de Jam and Spoon (1992), Café Del Mar d'Energy 52  et Dreams de Quench (1993).
L'Allemagne est une place clé dans le développement de la culture trance. Francfort-sur-le-Main est souvent cité comme le lieu de naissance de la trance, notamment par l'intermédiaire du club le Dorian Gray. Comme témoins du Frankfurter Trance Sound, on trouve notamment Sven Väth ou encore DJ Dag qui collabore avec Jam El Mar sur Dance 2 Trance. À la même époque, une mouvance trance naît à Berlin autour d'artistes tels que Cosmic Baby et Paul van Dyk. À partir de 1994, la trance commence à connaître une véritable popularité en tant qu'alternative à la house et à la techno.

### Goa et trance psychédélique

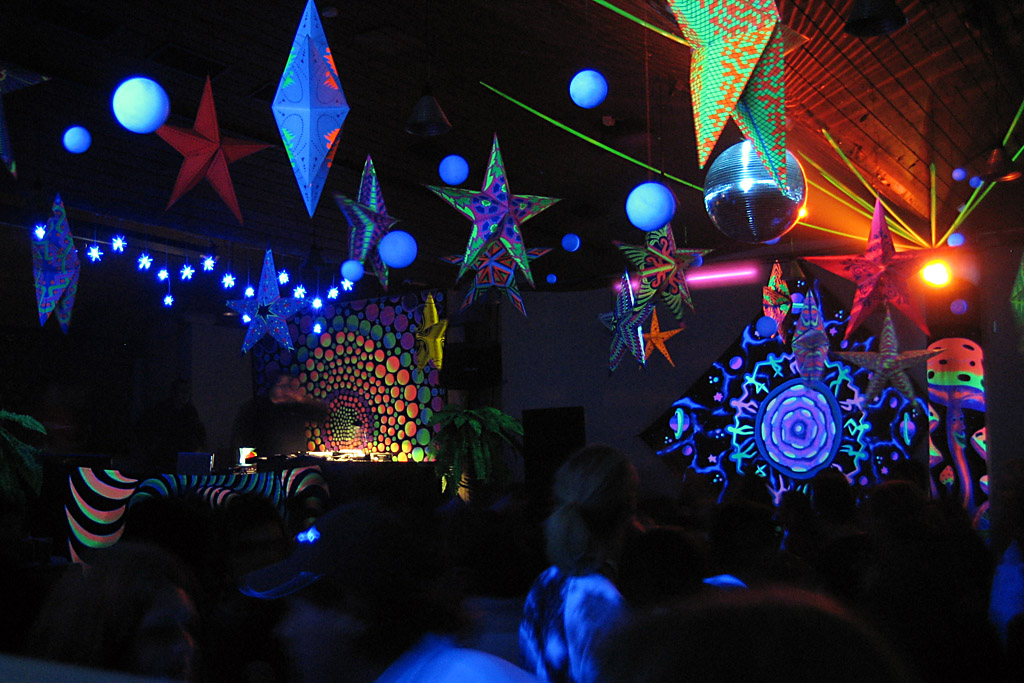
Soirée trance, ou rave party, au Tscharni, Goa, en 2005 en Inde.

Parallèlement à l'émergence de la trance en Europe, un mouvement underground autour des musiques acid house et new beat se développe  à la fin des années 1980 à Goa en Inde pour donner naissance à ce qui deviendra ensuite la trance psychédélique au début des années 1990. À l'origine une ancienne colonie portugaise, la région de Goa, et notamment le village d'Anjuna, devient le centre d'affluence des hippies du monde entier vers la fin des années 1960. Parmi les acteurs de la scène Trance Goa produite à l'origine en Grande-Bretagne et dans une moindre mesure en Israël, on peut citer Goa Gil, Juno Reactor, Man With No Name, Raja Ram et The Infinity Project, Astral Projection, Total Eclipse, Hallucinogen.

## Caractéristiques
La trance est un courant de musique électronique qui regroupe une grande variétés de styles, ce qui en fait un genre ambigu pour lequel il est difficile de s'accorder sur une définition. La musique trance dérive directement de la techno, de l'ambient, du breakbeat (jungle et drum and bass incluses), des musiques new age et new wave liées au synthétiseur et tire initialement ses racines de l'acid house et de la new beat. Le tempo de la trance en général se situe entre 125 et 150 bpm.
Au début des années 1980, Klaus Schulze compose plusieurs albums expérimentaux de musique planante et progressive. Plusieurs morceaux se rapprochent des débuts de la trance ; le mot trance se retrouve d'ailleurs dans deux de ses albums, Trancefer (1981) et En=Trance (1987). Le terme peut également dériver du projet Dance 2 Trance qui fut un des pionniers du mouvement. Le terme « trance » peut également se référer à « transcendance », rappelant l'aspect spirituel de ce genre musical.

## Sous-genres et tendances
- Acid trance : L'acid trance est un genre de musique électronique dérivé de l'acid house et de la techno. Historiquement, il est l'un des premiers sous-genres de la trance, apparu au tout début des années 1990. Il se caractérise par le son acid typique du synthétiseur Roland TB-303, et présente les traits caractéristiques des débuts allemands de la Trance : des thèmes répétitifs et planants, un rythme proche de celui de la Techno, mais une mélodie plus présente, en vue de créer un effet hypnotique. Ce style, qui avait fait la notoriété d'artistes comme Jam & Spoon, Hardfloor et Emmanuel Top dans les années 1990,  n'est pratiquement plus produit[16].

- Trancecore : Aussi apppelé Freeform, ce genre de trance est une sorte de fusion entre happy hardcore et acid house[17],[18].

- Trance psychédélique : La trance psychédélique est un des premiers sous-styles de trance à avoir fait son apparition. La trance psychédélique est née de la rencontre entre les hippies, les DJ's anglais issus de la vague acid house, New beat et les jeunes soldats israéliens[19] passant leurs vacances sur les plages de Goa, (en Inde), au tout début des années 1990, après leur service militaire, d'où le nom de « goa » ou « trance Goa » donné au départ à ce style[20]. La trance psychédélique est popularisée par la suite, en Europe et dans le monde par des artistes tels que The Infinity Project, Goa Gil, Hallucinogen, Man With No Name, Astral Projection, Juno Reactor, X-Dream, Transwave, Total Eclipse, Etnica, et est régulièrement jouée en rave party depuis la première moitié des années 1990. La trance Goa se caractérise comme étant le mélange de boucles acides, générées par le synthétiseur Roland TB-303, à des rythmiques rapides et de longues nappes synthétiques, accompagné parfois de mélodies et de chants mystiques hindous. Les morceaux sont longs[21] et rapides (entre 130 et 160 BPM). Depuis 2000, la scène trance psychédélique, voit apparaître plusieurs courants : Full on, dark psy, goa new school, psy prog ou progressive psytrance[16]. Les artistes du genre incluent Paul Oakenfold, Eat Static, Electric Universe, Shiva Shudapu, James Monro, Cosmosis, Astrix,  Miranda, Blue Planet Corporation[22], Koxbox[23].

- Hard trance : La hard trance, apparue lors de la première moitié des années 1990 via des artistes comme Jones & Stephenson, Legend B et des maisons de disques comme Bonzai Records est un style de trance au kick bass plus dur et des mélodies typiquement Trance. Au tout début sa rapidité dépassait largement les 150 BPM. Progressivement ce style va se ralentir pour avoisiner entre 138 et 145 environ. Une des périodes phares de la hard trance est également la période de 2002 jusqu'à 2005 avec des artistes comme Scot Project, Cosmic Gate, Yoji Biomehanika (hard trance majoritairement dominée par des allemands à cette époque) qui ont marqué par leurs productions et leurs sets. Après s'être fait quelque peu oublier ces dernières années, la hard trance renaît à l'approche de 2009 grâce à de talentueux artistes de la scène anglaise comme Will Atkinson, Kamui, et le retour de Scot Project. La nouvelle hard trance est parfois plus lente que 138 BPM, influencée par des nouvelles tendances minimalistes et electro qui se ressentent à la fois sur la mélodie et sur la bassline (bassline très electro/électrique avec une puissance incomparable à une bassline electro house, electro teck ou electro trance)[16]. Les artistes du genre incluent Scot Project, Jones and Stephenson, Yoji Biomehanika, et Kamui.

- Uplifting trance : L'uplifting est parfois appelée epic trance ou euphoric trance voir tout simplement trance pour désigner justement la trance actuelle. Le terme « uplifting » remonte à la fin des années 1990. Les morceaux sont facilement reconnaissables par leur long break mélodique et planant mais aussi un beat très énergique et rapide (136-142 BPM généralement) rappelant l'influence et l'émergence de la goa/psytrance quelques années auparavant. Le but premier de cette musique est de faire monter au plus haut l'état émotionnel et sentimental de l'auditeur. Ce style, très populaire à partir des années 2000, principalement en Allemagne et au Benelux a connu un léger essoufflement de 2007 à 2014 environ, avec des artistes s'orientant vers des styles plus lents comme la progressive trance ou l'electro trance. Les artistes du genre incluent Armin van Buuren, Jorn Van Deynhoven, Sean Tyas, John O'Callaghan, et Aly and Fila.

- Progressive psytrance : La psy progressive est un style de trance, plus underground, né en Europe au milieu des années 2000 et issu du croisement entre la trance psychédélique et la House progressive. Elle garde le tempo de la house et les caractéristiques de la house progressive mais emprunte les sons plus noirs et complexes de la psytrance. Elle est souvent jouée lors de warm-up en rave party ou en fin de soirée, et appréciée pour son côté jovial et entraînant[16]. Les artistes du genre incluent Shiva Chandra, Ace Ventura, Liquid Soul, Suntree, Ritmo, Static Movement ainsi que divers artistes issus des courants trance Goa et psytrance.

- Dream trance : La dream trance (dream house ou dream music) est un sous-genre de la trance apparu au milieu des années 1990 avec le morceau Children du DJ/producteur italien Robert Miles, qui le popularisera en Europe et même aux États-Unis. Sa particularité est d'utiliser en premier plan une mélodie de synthétiseur avec un son de piano, le tout à grand renfort de nappes planantes et de beats techno. En vogue, au cours d'une courte période entre 1995 et 1997, la dream trance disparait aussitôt la fin de cette décennie [16]. Les artistes du genre incluent Robert Miles, et DJ Dado.

- Hands up : Le handsup, aussi appelé dancecore, est un genre de musique électronique créé en Allemagne aux environs de 2003. Ce style a pour caractéristiques d'être très rythmé, dynamique, mélodique et généralement chanté. Le handsup est un mélange de trance et de dance des années 1990, Son tempo se situe entre 140 à 145 BPM. Se présentant souvent comme l'évolution de l'Eurodance. Le handsup est parfois désigné comme « hard dance » ou « euro-trance ». Les artistes du genre incluent Raindropz, DJ Gollum, Bass Up, Empyre One, Gainworx, Nivara, Accuface et Sample Rippers Klubbingman.

- Tech trance : La tech trance est apparue au début des années 2000 grâce à des artistes pionniers comme Marco V. Elle croise rythmes percutants et complexes (provenant de la techno), sonorités électriques/electro, mélodies, basslines reprise de l'acid house. La tech trance comporte soit des mélodies uplifting soit des mélodies plus électronisées. Son tempo est bien souvent situé entre 135 et 142 BPM. Les artistes du genre incluent Simon Patterson, John O'Callaghan, Jordan Suckley, et Indecent Noise.

- Neo trance : Associée à la deep house et à la techno minimale, la neo trance (nu trance, ou minimale trance) est propulsée sur le devant de la scène, au milieu des années 2000, par des artistes comme James Holden[24], Gui Boratto, Extrawelt, Fairmont (Jake Fairley), Guy Gerber, Nathan Fake et Dominik Eulberg. Cette influence majeure se retrouve dans l'évolution du son de la techno vers une tendance trancey et progressive. Plus underground et moins accessible que les autres genres de trance, son tempo varie entre 115 et 130 BPM. Au fil des années, plusieurs artistes comme Sasha et John Digweed, connu dans un premier temps pour faire de la house progressive rejoignent cette tendance. Aussi expérimenté par Sander van Doorn entre 2007 et 2010, celui-ci va faire reconnaître la trance minimaliste comme un style à part entière. Dans cette période, de nombreux artistes trance se sont essayés à ce style. Les artistes du genre incluent Sander van Doorn, Moonbeam, W&W, Leon Bolier, Marcel Woods, et Marco V.

- Trance vocale : il s'agit d'un style de musique trance commerciale très proche de l'electronic dance music, bien loin de la trance Goa ou psytrance underground originelle initiée au début des années 1990 par quelques labels indépendants anglais et israéliens, et comportant des voix (généralement féminine) ou vocaux dont le pitch a été modifié et qui s'étend tout au long du morceau. Ce style récent a été développé entre autres par des   membres du label Acidose, en 2018[25].